# TAO-Messnetz
Das TAO-Messnetz (TAO bedeutet hierbei Tropical Atmosphere-Ocean Array) ist das weltgrößte maritime Messnetz.

## Aufbau
Das Messnetz erstreckt sich über eine Länge von etwa 8000 Meilen, am Äquator entlang durch den Pazifik von Neuguinea bis nach Panama. Es besteht aus 70 verankerten Messbojen, die Daten werden mittels Satellit übertragen. Bei den Messbojen handelt es sich um sogenannte ATLAS-Bojen (Autonomous Temperature Line Acquisition System). Diese messen Lufttemperatur, Luftfeuchtigkeit, Windstärke, Oberflächentemperatur und Temperaturen bis zu 500 Metern Wassertiefe.

## Projektleitung
Das TAO-Messnetz wird betrieben vom Pacific Marine Environmental Laboratory (PMEL) der NOAA in den USA.

## Zielsetzung
Die Bojen erfassen ozeanografische und oberflächennahe  meteorologische Variablen.

## Wirkung
Der besonders starke El Niño im Jahr 1982/1983 konnte nicht vorab vorhergesagt werden, da seinerzeit tagesaktuelle Wetterdaten fehlten.
Das TAO-Messnetz liefert seit 1994 die für die El Niño-Vorhersage erforderlichen Wetterdaten.